# 폴라리스 (기업)
폴라리스(Polaris Inc.)는 모터사이클, 설상차, 전지형차, 저속 전기차를 제조하는 미국의 기업으로, 미국 미네소타주 메디나에 본사를 두고 있다. 폴라리스는 미네소타주에서 설립되었다. 이 기업은 2017년 1월까지 자회사 빅터 모터사이클스를 통해 모터사이클을 제조했으며 현재는 2011년 4월 인수한 자회사 인디언 모터사이클을 통해 모터사이클을 제조하고 있다. 이 기업의 원래 명칭은 폴라리스 인더스트리(Polaris Industries Inc.)였으나 2019년 폴라리스로 변경되었다.